# 萨卡拉瓦人

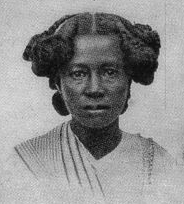
萨卡拉瓦女性

萨卡拉瓦人（Sakalava）是马达加斯加的一个种族群体，属马尔加什人，居住在马达加斯加岛西部，该区人烟稀少，满布平原、草原和丘陵，占全岛面积的1/3。萨卡拉瓦人在16世纪末沿著西南海岸发展，建立了第一个重要的马拉加西王国。17世纪中期分裂成两个结盟王国，萨卡拉瓦人的势力在18世纪达到顶峰；统治范围几乎达到了整个岛屿的一半，并与欧洲人从事活络的交易，以牛和奴隶换取枪枝和其他制造品。18世纪末萨卡拉瓦王国衰落，扩展中的梅里纳(Merina)王国成为该地区名义上的霸主。1890年代法国征服了萨卡拉瓦和梅里纳，并将之并入新开拓的法国殖民地。萨卡拉瓦人主要过著半游牧生活，让牛群自由活动於马任加(Majunga)省和突耳以尔(Tulear)省本地的草原上。他们也在河床上播种稻米从事相当原始的农业。梅里纳人和贝齐寮人(Betsileo)为寻求农地而来到这片人口稀少的土地上，他们进步的农技为萨卡拉瓦人带来不少助益。，总计约700,000人，语言为马达加斯加语。马达加斯加首任总统菲利贝尔·齐拉纳纳就是萨卡拉瓦人。科摩罗群岛也有少量萨卡拉瓦人。